# Lizzy (cantante)
Lizzy, pseudonimo di Park Soo-young (박수영?, Bak Su-yeongLR, Pak SuyŏngMR; Pusan, 31 luglio 1992), è una cantante e attrice sudcoreana, membro del gruppo musicale After School e del suo sottogruppo Orange Caramel.
Ha compiuto il suo debutto con le After School nel 2010 con il brano Bang! e nel 2015 ha compiuto il suo debutto da solista con il singolo Not An Easy Girl. È nota anche per le sue interpretazioni in serial tv come Mongttang naesarang (2011), Aenggeurimam (2015) e in film quali Oneul-ui yeon-ae (2015).

## Biografia
Lizzy nasce a Pusan, in Corea del Sud, il 31 luglio 1992. Dal 2015 frequenta l'Università di Kyung Hee, dove studia musica postmoderna.

## Carriera

### After School
Lizzy debutta come cantante nelle After School il 25 marzo 2010 con il brano Bang!.

## Discografia
Per le opere con le After School, si veda Discografia delle After School.

### Singoli
- 2015 - Not an Easy Girl (Pledis Entertainment)

## Filmografia

### Cinema
- White: Jeoju-ui melody (화이트: 저주의 멜로디), regia di Kim Gok e Kim Sun (2011)
- Momosallong (모모살롱), regia di Kim Tae-hee (2014)
- Oneul-ui yeon-ae (오늘의 연애), regia di Park Jin-pyo (2015)

### Televisione
- Mongttang naesarang (몽땅내사랑) – serial TV (2010)
- Adeul nyeoseokdeul (아들 녀석들) – serial TV (2012)
- Aenggeurimam (앵그리맘) – serial TV (2015)
- Naneun gil-eseo yeon-yein-eul juwossda (나는 길에서 연예인을 주웠다?) – serial TV (2018)
- Unmyeonggwa bunno (운명과 분노?) – serial TV (2018)

## Videografia
Oltre che nei videoclip delle After School, Nana è apparsa anche nei seguenti video:
- 2009 – Saturday Night, videoclip di Son Dam-bi
- 2010 – Clap, videoclip dei Teen Top